# Tieling (Liaoning)
Tieling (forenklet kinesisk: 铁岭; traditionel kinesisk: 鐵嶺; pinyin: Tiělǐng; Wade-Giles: T'iěh-lǐng) er et bypræfektur i den nordlige del af den kinesiske provins Liaoning. Byområdet ligger syd for floden Liao He. Præfekturet har et areal på 12,966 km², heraf 	638 km2 i byområdet, og en befolkning på 3.060.000 (2007).

## Administrative enheder
Bypræfekturet Tieling har jurisdiktion over 2 distrikter (区 qū), 2 byamter (市 shì) og 3 amter (县 xiàn).
| Kort              | Kort         | Kort     | Kort             | Kort                   | Kort        | Kort      |
| ----------------- | ------------ | -------- | ---------------- | ---------------------- | ----------- | --------- |
| Kort over Tieling |              |          |                  |                        |             |           |
| #                 | Navn         | Hanzi    | Pinyin           | Befolkning (2003 est.) | Areal (km²) | Indb./km² |
| Distrikter        |              |          |                  |                        |             |           |
| 1                 | Yinzhou      | 银州区   | Yínzhōu Qū       | 340.000                | 203         | 1.675     |
| 2                 | Qinghe       | 清河区   | Qīnghé Qū        | 100.000                | 423         | 236       |
| Byaamter          |              |          |                  |                        |             |           |
| 3                 | Diaobingshan | 调兵山市 | Diàobīngshān Shì | 240.000                | 263         | 913       |
| 4                 | Kaiyuan      | 开原市   | Kāiyuán Shì      | 580.000                | 2.825       | 205       |
| Amter             |              |          |                  |                        |             |           |
| 5                 | Tieling      | 铁岭县   | Tiělǐng Xiàn     | 380.000                | 2.231       | 170       |
| 6                 | Xifeng       | 西丰县   | Xīfēng Xiàn      | 350.000                | 2.699       | 130       |
| 7                 | Changtu      | 昌图县   | Chāngtú Xiàn     | 1.030.000              | 4.322       | 238       |

## Trafik
Tieling er stoppested på jernbanelinjen Jinghabanen som løber fra Beijing til Harbin via blandt andet Tianjin, Tangshan, Shenyang og Changchun.
Kinas rigsvej 102 løber gennem området. Den begynder i Beijing og fører gennem provinserne Hebei, Liaoning, Jilin og Heilongjiang. Den passerer byene Qinhuangdao, Shenyang og Changchun undervejs til Harbin.